# أكاديمية الغابة السوداء
أكاديمية الغابة السوداء هي أكاديمية دولية خاصة تقع في كاندرن, ألمانيا.

## الروابط الخارجية
1. ↑  "Council of International Schools Accreditation (no direct link; search required)". http://portal.cois.org. مؤرشف من الأصل في 2011-11-16. اطلع عليه بتاريخ 2013-02-18. {{استشهاد ويب}}: روابط خارجية في |عمل= (مساعدة)

- Black Forest Academy
- TeachBeyond
- Janz Team Ministries